# Rundbladloppor
Rundbladloppor (Psyllidae) är en familj av insekter. Enligt Catalogue of Life ingår rundbladloppor i överfamiljen bladloppor, ordningen halvvingar, klassen egentliga insekter, fylumet leddjur och riket djur, men enligt Dyntaxa är tillhörigheten istället ordningen halvvingar, klassen egentliga insekter, fylumet leddjur och riket djur. Enligt Catalogue of Life omfattar familjen Psyllidae 1302 arter. 

## Bildgalleri

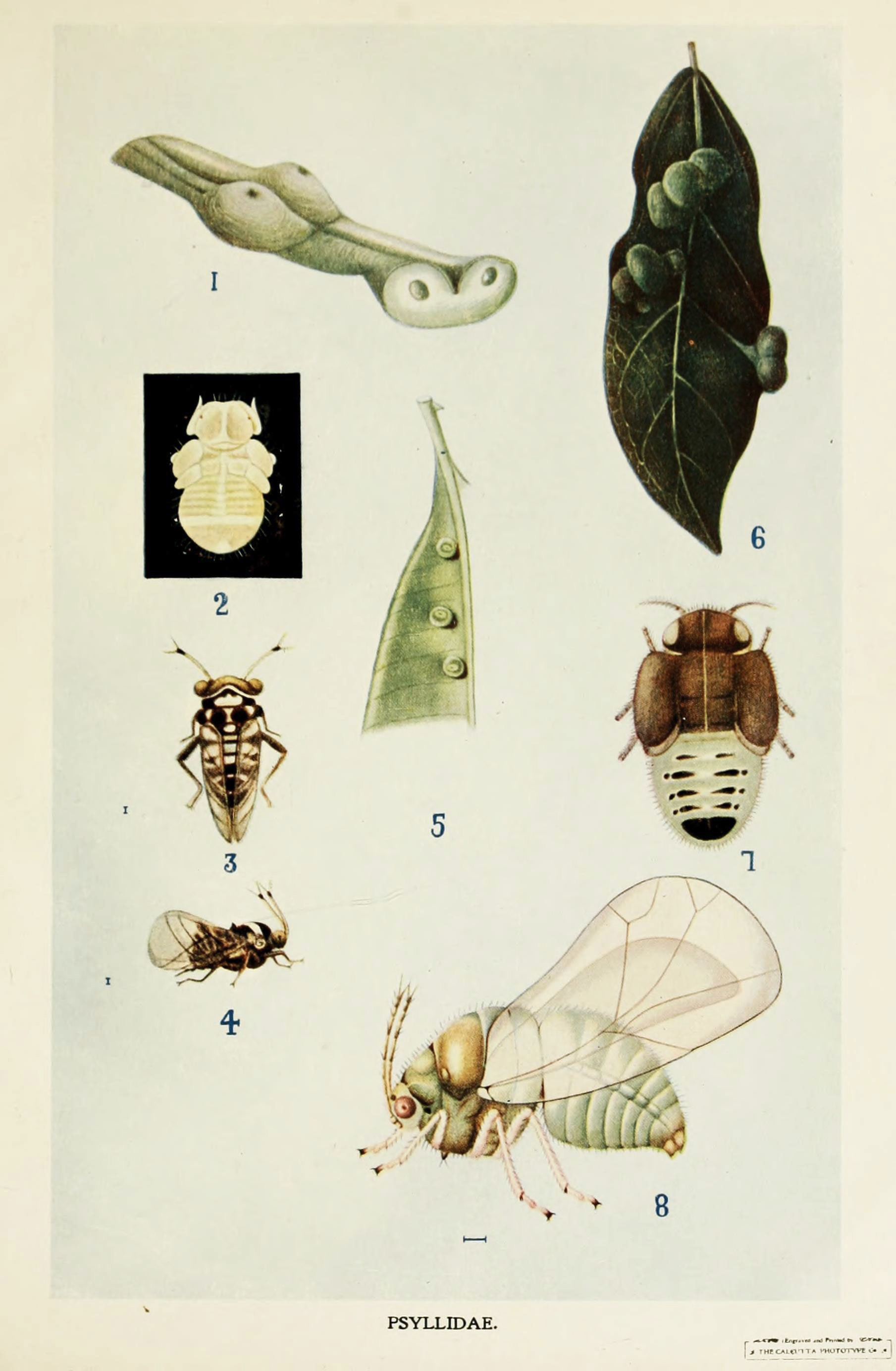
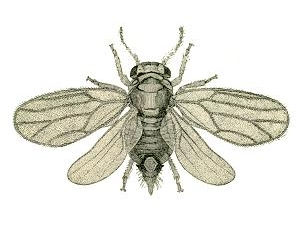
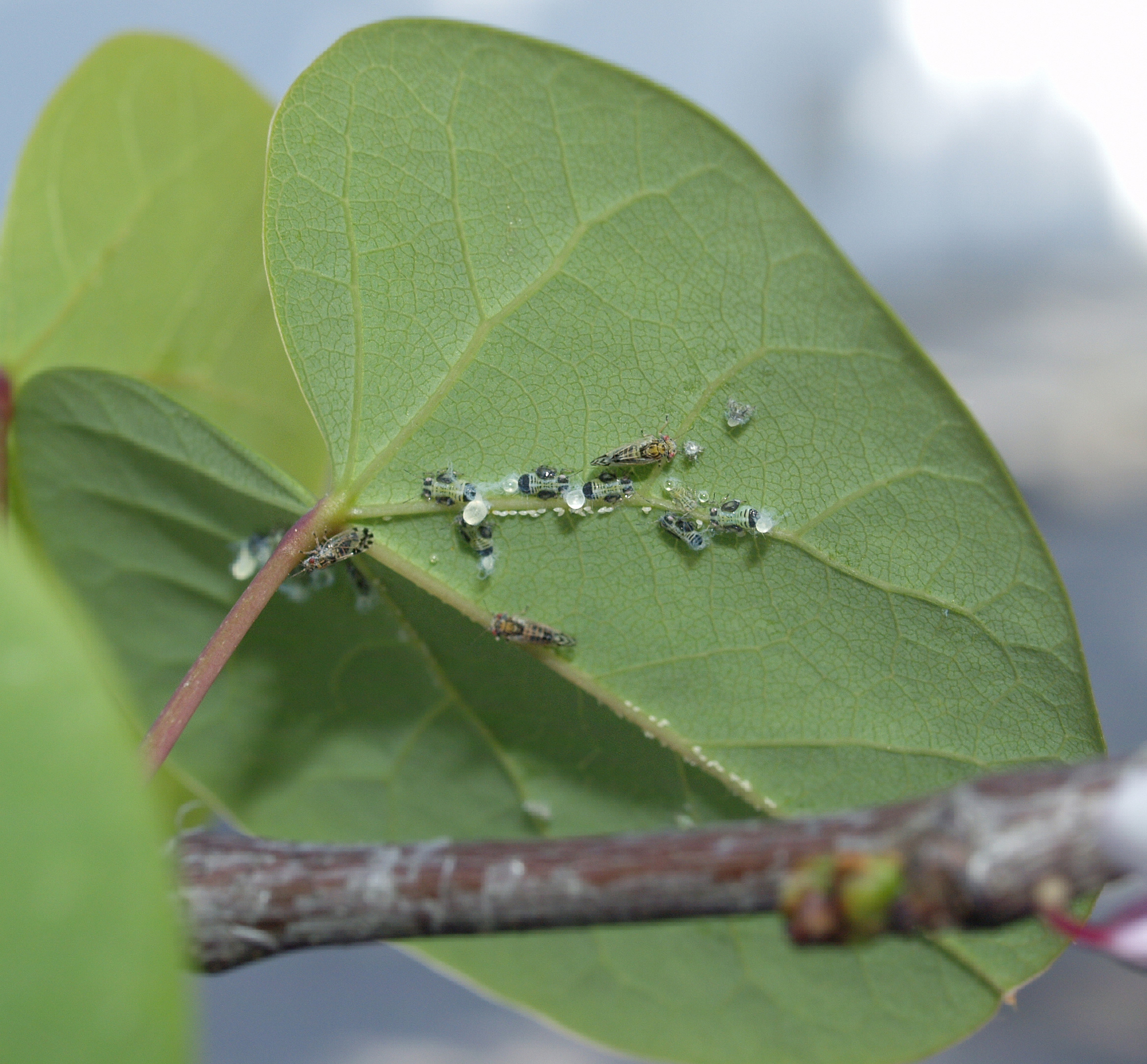
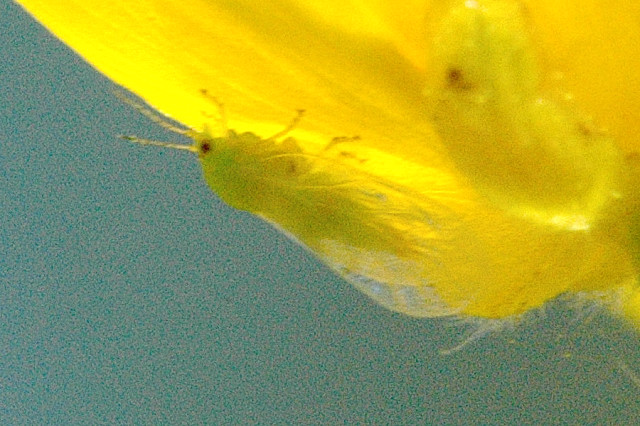
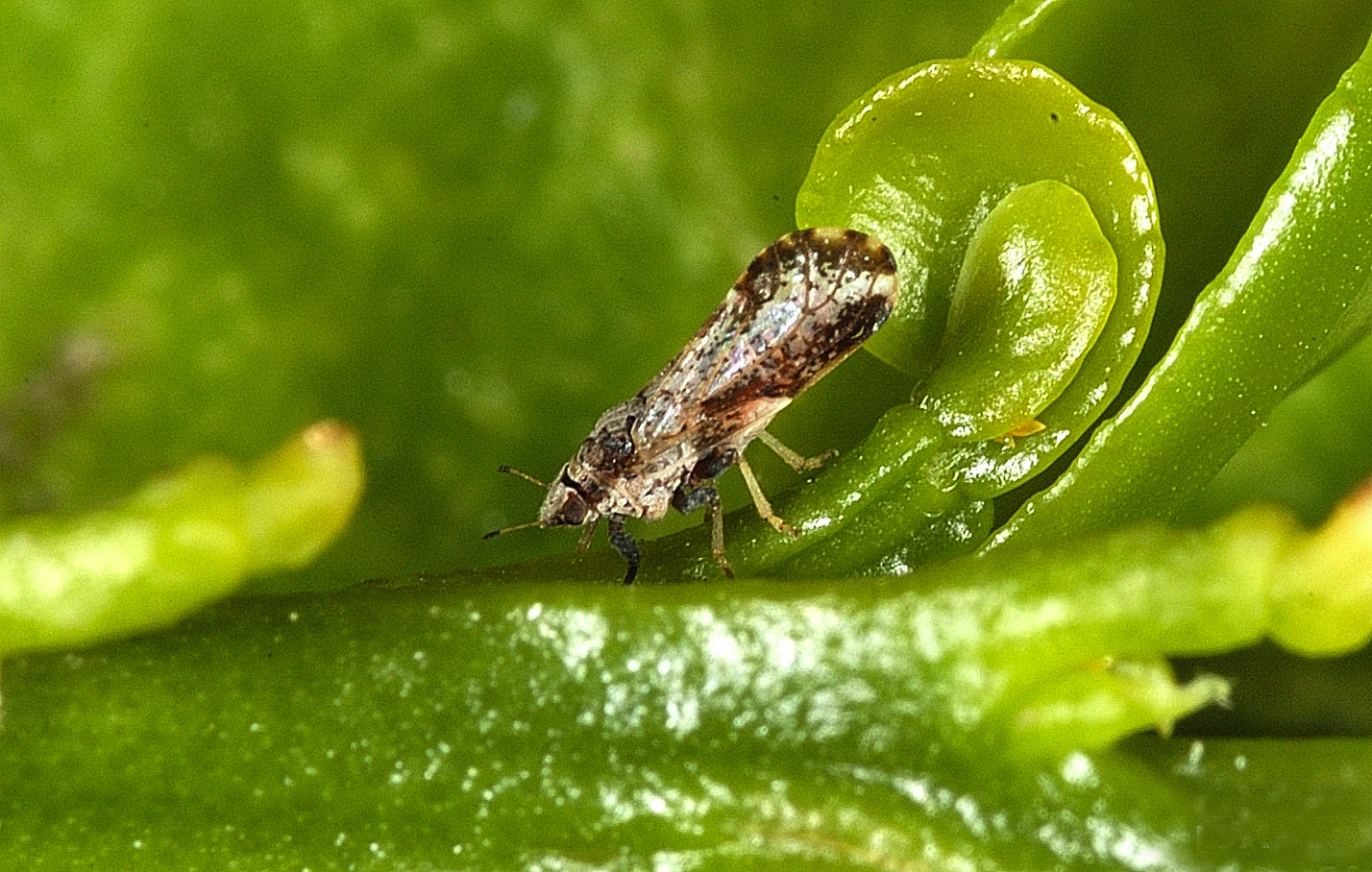

## Dottertaxa till rundbladloppor, i alfabetisk ordning[1][2]
- Acaerus
- Acizzia
- Agelaeopsylla
- Agonoscena
- Amorphicola
- Anoeconeossa
- Anomalopsylla
- Anomoterga
- Aphalara
- Aphalaroida
- Aphorma
- Aremica
- Arepuna
- Arytaina
- Arytainilla
- Arytinnis
- Atmetocranium
- Auchmerina
- Australopsylla
- Baeopelma
- Blastopsylla
- Blepharocosta
- Boreioglycaspis
- Brachystetha
- Cacopsylla
- Caillardia
- Camarotoscena
- Caradocia
- Cardiaspina
- Ceanothia
- Celtisaspis
- Cerationotum
- Chamaepsylla
- Ciriacremum
- Colophorina
- Colposcenia
- Connectopelma
- Craspedolepta
- Crastina
- Creiis
- Cryptoneossa
- Cryptotrioza
- Ctenarytaina
- Cyamophila
- Dasypsylla
- Diaphorina
- Diclidophlebia
- Epipsylla
- Eremopsylloides
- Eriopsylla
- Eucalyptolyma
- Euceropsylla
- Euglyptoneura
- Eumetoecus
- Euphalerus
- Euphyllura
- Eurhinocola
- Eurotica
- Euryconus
- Freysuila
- Geijerolyma
- Glycaspis
- Gyropsylla
- Hemipteripsylla
- Heteropsylla
- Hyalinaspis
- Insnesia
- Isogonoceraia
- Jenseniella
- Katacephala
- Kenmooreana
- Kleiniella
- Labicria
- Lanthanaphalara
- Lanthaphalara
- Lasiopsylla
- Leptospermonastes
- Leurolophus
- Levidea
- Lisronia
- Livia
- Livilla
- Megadicrania
- Megagonoscena
- Metapsylla
- Mitrapsylla
- Moraniella
- Neocraspedolepta
- Neopelma
- Neophyllura
- Neopsyllia
- Notophorina
- Nyctipalerus
- Pachyparia
- Pachypsylla
- Pachypsylloides
- Palmapenna
- Panisopelma
- Parapaurocephala
- Paraphyllura
- Parapsylla
- Paurocephala
- Peltapaurocephala
- Peripsyllopsis
- Pexopsylla
- Phellopsylla
- Phyllolyma
- Platycorypha
- Platyobria
- Prosopidopsylla
- Pseudaphorma
- Psylla
- Psyllopsis
- Purshivora
- Retroacizzia
- Rhinocola
- Rhodochlanis
- Rhombaphalara
- Russelliana
- Spanioneura
- Sphinia
- Spondyliaspis
- Spondytora
- Strophingia
- Syncarpiolyma
- Syncoptozus
- Synpsylla
- Syntomoza
- Syringilla
- Tainarys
- Tetragonocephala
- Trigonon
- Trisetipsylla
- Vailakiella
- Xenaphalara
- Yangus